# Barruelo del Valle
Barruelo del Valle è un comune spagnolo situato nella comunità autonoma di Castiglia e León.